# Hochpreisinsel Schweiz
Die Bezeichnung Hochpreisinsel Schweiz wird verwendet, um die Schweiz als Land zu charakterisieren, in dem zahlreiche Produkte und Dienstleistungen zum Teil deutlich teurer sind als im umliegenden Ausland. Der Begriff ist mindestens seit dem Jahr 2003 etabliert und wird u. a. auch vom amtlichen Schweizer Preisüberwacher verwendet.

## Situation der Schweiz im Vergleich zum Ausland
Eine 2006 veröffentlichte Studie der HTW Chur stellte fest, dass Baumarkt-Produkte in der Schweiz rund 19 % teurer sind als in Deutschland und 15 % teurer als in Österreich, vorausgesetzt die ausländische Mehrwertsteuer wird an der Grenze zurückgefordert. Indes muss bei der Einfuhr die schweizerische Mehrwertsteuer erst bezahlt werden, wenn der Gesamtwert der Waren 150 Franken pro Person und Tag überschreitet. Bis Ende 2024 betrug die Freigrenze 300 Franken.
Vergleichsweise teuer sind lokal produzierte Güter und Dienstleistungen. Bezogen auf die Europäische Union (EU) lag das Preisniveau 2015 im Wohnungswesen um 87 % höher. Bei Gas und Brennstoffen, sogenannten handelbaren Gütern, ist die Schweiz nur 2 % teurer. Dies gilt auch bei anderen Warenkategorien, wenn keine Handelshemmnisse bestehen, wie beispielsweise bei elektronischen Geräte, die teilweise in der Schweiz sogar günstiger sind. Nahrungsmittel sind um 72 % teurer, auch weil hier Schutzzölle eine Nivellierung für die importierten Produkte verhindern. Die Gesundheitspflege ist um 114 %, Gaststätten und Hotels sind um 68 % teurer. Auch in mehrheitlich vom Staat zur Verfügung gestellten Gütern ist das Preisniveau höher: Erziehung und Unterricht sind 167 % und die stationären Gesundheitsdienstleistungen 173 % teurer als in der EU.
Das Konsumentenmagazin Kassensturz stellt im Januar 2017 fest, dass seit der Aufhebung des Mindestkurses im Jahr 2015 die Preise in der Schweiz um 7 % gesunken seien. Trotzdem sei der Preisunterschied zum Ausland noch einmal gestiegen, was anhand eines Warenkorbes von 150 Produkten ermittelt wurde. 2015 sei jeder zehnte in der Schweiz konsumierte Franken in die Kassen ausländischer Detailhändler geflossen. Der Einfluss sei gross, da die wirtschaftlichen Zentren der Schweiz nahe der Grenze liegen (Genf, Basel, aber auch Zürich, Lausanne, St. Gallen und das Städtedreieck im Tessin).
Die Nachfrage aus Europa bei Hotelübernachtungen sank 2015 um 9,3 Prozent gegenüber dem Vorjahr. Mehr als die Hälfte aller Übernachtungen im Jahr 2012 ging auf ausländische Gäste zurück, die vor allem aus der Europäischen Union und insbesondere aus Deutschland stammten. Nur durch die Frankenaufwertung haben sich Hotelaufenthalte verteuert und auch Schweizer konsumieren mehr Tourismusdienstleistungen im Ausland.

## Ursachen und Folgen der hohen Preise
Die Ursachen scheinen vielfältig. Genannt werden die hohe Kaufkraft und geringere Preissensivität der Schweizer Konsumenten, inländische den grenzüberschreitenden Handel behindernde Sonderregeln und hohe lokale Kosten (Löhne, Mieten, Werbekosten, kleiner Binnenmarkt). Eine im Auslandsvergleich höhere Produktivität, längere Arbeitszeiten, tiefere Steuern und Sozialabgaben sowie tiefere Zinsen wirken dagegen dämpfend auf die Preisunterschiede. Die markante Aufwertung des Franken (Wechselkurs zum Euro 2014 1.22, 2016 1.07) trieb die Schweizer Preisniveau-Indikatoren ebenfalls in die Höhe. Bei Erziehung und Unterricht sowie stationären Gesundheitsdienstleistungen handele es sich ausserdem um nicht handelbare Leistungen – bzw. hier könnte auch der Staat ein schlechter Preisverhandler sein.
Negative Folgen der Hochpreisinsel sind für die Schweizer Wirtschaft neben einem Einkaufstourismus der Schweizer ins nahe Ausland (und entsprechend fehlender Umsätze im eigenen Land) auch das Ausbleiben von ausländischen Gästen im Tourismus. Die exportintensive Industrie gerät durch die Währungssituation ebenfalls unter Druck. Höhere Löhne und Produktionskosten in der Schweiz wirken sich stärker auf die Konkurrenzfähigkeit aus und zwingen zur Wiederherstellung der preislichen Wettbewerbsfähigkeit, was Auswirkungen auf die Arbeitslosenquote haben kann. Die Konsumneigung kann durch die Sorge um die eigene Arbeitsplatzsicherheit zu sinkendem Pro-Kopf-Konsum führen und könnte nur durch Zuwanderung ausgeglichen werden.
Engeli (Handel Schweiz), Henze (Economiesuisse) und Jenni (Swiss Retail Federation) nennen einige Gründe für die hohen Preise in der Schweiz. Es wird differenziert nach der Angebotsseite (zum Beispiel hohe Löhne, kleiner Markt, Mehrsprachigkeit, hohe Miet- und Bodenkosten, dichtes Filialnetz), der Nachfrageseite (hohe Ansprüche, hohe Kaufkraft, geringe Ausweichbereitschaft) und staatlichen Vorschriften und Rahmenbedingungen (Schweizer Vorschriften, Abschottung, Zollkosten, steigende Abgaben und Gebühren). Höhere Preise existieren auch ohne Währungsdifferenzen. Im Detailhandel sind die Kostenblöcke laut einer Studie der BAK Basel: Warenbeschaffung im Inland (44 % Anteil als Kostenfaktor und 25 % teurer als in der EU), Warenbeschaffung im Ausland (17 % Anteil als Kostenfaktor), Personalkosten (14 % Kostenfaktor) und Vorleistungskosten (11 %).
Auch Wettbewerbsbehinderungen werden als Ursache genannt. Die Präsidentin der Stiftung für Konsumentenschutz Prisca Birrer-Heimo sagte 2016:

«Schweizer Unternehmen werden gezwungen, die Produkte von ausländischen Herstellern zu überhöhten Preisen beim Schweizer Alleinimporteur oder bei der Schweizer Niederlassung zu beziehen. Wollen sie die Produkte direkt aus dem Ausland beziehen, werden sie mit diversen Tricks daran gehindert.»

Importprodukte müssten eigentlich in der Schweiz zu (mit dem umliegenden Ausland) konkurrenzfähigen Preisen angeboten werden können. Höhere Löhne im Detailhandel wären daran nach einer Studie der BAKBASEL nicht schuld, da das durch eine höhere Produktivität und tiefere Mehrwertsteuerbelastung mehr als wettgemacht würde. Einige Hürden gegen Direkt- oder Parallelimporte werden von Vera Bueller genauer beschrieben: Patentschutz und «Scheininnovationen» sowie spezielle Normen (dreisprachige Auszeichnung in der Schweiz).
Der ehemalige Preisüberwacher (2004–2008) Rudolf Strahm präzisiert, dass es vor allem die Detailhandelsunternehmen und KMU-Inhaber sind, die schätzungsweise 15 Milliarden Franken mehr an ausländische Hersteller bezahlen als vergleichbare ausländische Ketten. Produkte werden nur über ihre Schweizer Verkaufsfilialen oder über Alleinimporteure teurer an Schweizer Detailhändler ausgeliefert. Grosse Konzerne wickeln ihre Einkäufe über ihre ausländischen Töchter ab. Die Wettbewerbskommission (Weko) sei «nahezu wirkungslos». In der Kommission sässen auch wettbewerbsverhindernde Verbandsvertreter.
Einige Experten wie z. B. der Freiburger Wissenschaftler Reiner Eichenberger halten die hohen Preise für volkswirtschaftlich schädlich. Die Preise könnten gesenkt werden, indem der Schweizer Markt für Produkte geöffnet wird, die den Normen und Vorschriften der Europäischen Union und wenn möglich anderer OECD-Staaten entsprechen (vergleiche Gültigkeit der Cassis-de-Dijon-Entscheidung auch für die Schweiz).
Aymo Brunetti, damals Chefökonom des SECO, sah 2005 in hohen Schweizer Preisen «letztlich ein Symptom für die wichtigste Ursache der Schweizer Wachstumsschwäche: den mangelnden Wettbewerb auf dem Binnenmarkt». Dieses Phänomen sei vor allem in Märkten ausgeprägt, die von der internationalen Konkurrenz abgeschirmt sind. Eine stärkere Öffnung für Importkonkurrenz sei für die Schweiz deshalb eine effektive wettbewerbs- und wachstumspolitische Massnahme.

## Initiativen gegen eine Hochpreisinsel Schweiz
Die Stiftung Konsumentenschutz hat einen ausführlichen Überblick der Massnahmen seit 2010 erstellt.
- Im September 2016 wurde die Eidgenössische Volksinitiative «Stop der Hochpreisinsel – für faire Preise (Fair-Preis-Initiative)» lanciert. Hinter ihr stehen die Stiftung für Konsumentenschutz, Gastrosuisse und der Wirtschaftsverband Swissmechanic, der 1400 KMU in der Maschinen-, Elektro- und Metallbranche vereint. Die Volksinitiative wurde am 12. Dezember 2017 mit 107'889 gültigen Unterschriften eingereicht.[22][23] Die Initiative will Art. 196 BV mit folgendem Satz ergänzen: «Er trifft insbesondere Massnahmen zur Gewährleistung der diskriminierungsfreien Beschaffung von Waren und Dienstleistungen im Ausland sowie zur Verhinderung von Wettbewerbsbeschränkungen, die durch einseitiges Verhalten von marktmächtigen Unternehmen verursacht werden.» Damit sollen ungerechtfertigte Schweiz-Zuschläge abgeschafft werden, die den Wettbewerb behindern, wo internationale Konzerne die hohe Kaufkraft in der Schweiz gezielt abschöpfen und die Preise künstlich hoch halten. Zur Umsetzung der neuen Verfassungsbestimmung soll das Kartellgesetz verschärft werden, um den faktischen Beschaffungszwang überteuerter Waren aufzuheben und Preisdiskriminierungen zu unterbinden. Schweizer Unternehmen sollen eine echte Beschaffungsfreiheit erhalten, was wiederum eine Voraussetzung für faire Konsumentenpreise sei. Auch im Online-Handel sollen Schweizer nicht mehr durch höhere Preise diskriminiert werden.[24] Der Bundesrat hat mit Botschaft vom 29. Mai 2019 der Bundesversammlung (Nationalrat und Ständerat) beantragt, die Volksinitiative Volk und Ständen mit der Empfehlung auf Ablehnung zu unterbreiten. Gleichzeitig hat er der Bundesversammlung den Entwurf für einen indirekten Gegenentwurf (Änderung des Kartellgesetzes) vorgelegt, welcher die Anliegen der Volksinitiative teilweise aufnimmt. Nationalrat und Ständerat haben ihre Beratungen am 19. März 2021 abgeschlossen. Sie sind dem Antrag des Bundesrates für eine ablehnende Abstimmungsempfehlung zur Volksinitiative gefolgt und haben die Änderung des Kartellgesetzes mit einigen Änderungen gegenüber dem Entwurf des Bundesrates angenommen.[25] Da kein Referendum gegen die Gesetzesänderung ergriffen wurde, zog das Initiativkomitee die Initiative am 23. Juli 2021 zurück.[26] Am 1. Januar 2022 wurden die neuen Bestimmungen in Kraft gesetzt. Unter anderem ist nun das sogenannte Geoblocking verboten.[27] Im August 2022 teilt die Wettbewerbskommission mit, dass sie aufgrund der neuen kartellrechtlichen Bestimmungen ein Verfahren gegen ein Pharmaunternehmen eröffnet hat: Das Unternehmen verweigerte einer schweizerischen Pharmagrosshändlerin mutmasslich den Bezug von Produkten zu den günstigeren Konditionen im Ausland.[28]
- Der Schweizer Konsumentenschutz lancierte die Seite Preisbarometer.ch, welche Produktpreise im In- und Ausland vergleicht.[29]
- Das Internetforum Hochpreisinsel.ch war von 2016 bis 2019 eine Diskussionsplattform für Schweizer Konsumenten.[30]

Der Schweizer Wirtschaftsverband Economiesuisse sieht die «Einebnung der Hochpreisinsel» weder als realistisch noch als sinnvoll an. Bestimmte Kostenfaktoren blieben entweder unabänderlich (Topografie) oder entsprächen den Bedürfnissen nach gehobener Qualität oder seien Ausdruck des politischen Willens (Agrarprotektionismus zum Schutz der eigenen Landwirtschaft). Lohnniveau und Kaufkraft seien «dank der Produktivität und Effizienz der Schweizer Wirtschaft und einer starken, wertschöpfungsintensiven Exportindustrie» hoch («Wir können uns für mehr Geld eine bessere Qualität leisten»). Die Absenkung der Schweizer Preise auf EU-Niveau würde auch eine Lohnabsenkung auf breiter Front bedingen, was nicht erwünscht sei. Abgebaut werden müsse die Hochpreisinsel dort, wo verfehlte Wettbewerbshindernisse die Kosten anheizen und die Produkte unnötig verteuern.

## Vergleichbarkeit mit anderen Ländern
Auch in Norwegen besteht eine vergleichbare Situation, wo durch die Einnahmen aus dem Erdöl- bzw. Erdgashandel Löhne und Lebenshaltungskosten gestiegen sind – ein extensiver «Heimatschutz» und Importzölle internationalen Wettbewerb verhindern. Island und Schweden haben ebenfalls ein hohes Preisniveau und eine Marktabschottung. Reiner Eichenberger meint aber, dass die periphere Lage, die tiefere Besiedlungsdichte sowie höhere Steuerquoten die Vergleichbarkeit mit der Schweiz einschränken, die bezüglich der wirtschaftlichen, geografischen, politischen und kulturellen Struktur Österreich und Deutschland ähnlicher sei als den nordischen Hochpreisländern.